# Przetacznik ząbkowany
Przetacznik ząbkowany (Veronica austriaca L.) – gatunek rośliny z rodziny babkowatych. W Polsce gatunek rzadki, nie występuje na północy, północnym zachodzie i północnym wschodzie Polski. Rośnie zwykle na suchych murawach i w zaroślach. Gatunek charakterystyczny (Ch.) dla: All. Cirsio-Brachypodion pinnati Hadač et Klika 1944 em. Krausch 1961 - zwarte stepy łąkowe. Kwitnie od czerwca do lipca.

## Morfologia
ŁodygaWzniesiona lub podnosząca się, osiąga 20–50 cm, owłosiona.
LiścieNa brzegach nieco podwinięte, podługowate lub lancetowate, bardzo krótkoogonkowe.
KwiatyZebrane w długie grona. Szypułki równie długie jak kielich. Kielich zwykle owłosiony. Płatki o ładnym wyrazistym błękitnym kolorze. Płonne szczyty pędów kwiatonośnych wydłużone.

## Uprawa
Gatunek bywa uprawiany, także w odmianie barwnej - 'Knallblau'.